# Kirkeby Sogn
Kirkeby Sogn (dt.: Gemeinde Kirchstadt) ist eine Kirchspielsgemeinde (dän.: Sogn)
auf der Insel Fyn (dt.: Fünen) im südlichen Dänemark.
Bis 1970 gehörte sie zur Harde Sunds Herred im damaligen Svendborg Amt, danach zur Egebjerg Kommune im
Fyns Amt, die im Zuge der  Kommunalreform zum 1. Januar 2007 in der
Svendborg Kommune in der Region Syddanmark aufgegangen ist.
Im Kirchspiel leben 1379 Einwohner, davon 576 im Kirchdorf (Stand: 1. Januar 2023).
Im Kirchspiel liegt die Kirche „Kirkeby Kirke“.
Nachbargemeinden sind im Norden  Lunde Sogn, im Nordosten Gudbjerg Sogn, im Südosten Gudbjerg Sogn, im Süden Sørup Sogn und Egense Sogn, im Südwesten Ollerup Sogn und im Westen Stenstrup Sogn.